# الیاهو بخشی دورون
اِلیاهو بخشی-دُرُن (عبری: אליהו בקשי דורון‎، زادهٔ ۱۹۴۱ – درگذشتهٔ ۱۲ آوریل ۲۰۲۰ میلادی) ربیِ سرشناسِ ایرانی‌تبارِ اسرائیلی بود. وی در سال‌های ۱۹۹۳ تا ۲۰۰۳ میلادی، مقامِ ریشون لتسیون را -که ارشدترین جایگاهِ روحانیونِ یهودی محسوب می‌شود- عهده‌دار بود.
با وجود آنکه او هفت سال پیش از تأسیس اسرائیل در این سرزمین بدنیا آمده و مادرش از یهودیان سوریه بود، اما به دلیل تبار ایرانی پدرش، که از همدان مهاجرت کرده بودند، خود را ایرانی‌الاصل می‌دانست. وی در اثر بیماری کووید ۱۹ درگذشت.